# Vienne-en-Val
Vienne-en-Val é uma comuna francesa na região administrativa do Centro, no departamento Loiret. Estende-se por uma área de 36,12 km². Em 2010 a comuna tinha 1 985 habitantes (densidade: 55 hab./km²).